# ATP Tour 2007
In der folgenden Tabelle werden die Turniere der professionellen Herrentennis-Saison 2007 (ATP-Tour) dargestellt.

## Turnierplan
| Ort                 | Land                         | Turnier                                      | Serie                     | Belag¹        | Sieger                |
| ------------------- | ---------------------------- | -------------------------------------------- | ------------------------- | ------------- | --------------------- |
| Doha                | Katar                        | Qatar ExxonMobil Open                        | International Series      | Hartplatz     | Ivan Ljubičić         |
| Chennai             | Indien                       | Chennai Open                                 | International Series      | Hartplatz     | Xavier Malisse        |
| Adelaide            | Australien                   | Next Generation Adelaide International       | International Series      | Hartplatz     | Novak Đoković         |
| Sydney              | Australien                   | Sydney International                         | International Series      | Hartplatz     | James Blake           |
| Auckland            | Neuseeland                   | Heineken Open                                | International Series      | Hartplatz     | David Ferrer          |
| Melbourne           | Australien                   | Australian Open                              | Grand Slam                | Hartplatz     | Roger Federer         |
| Zagreb              | Kroatien                     | PBZ Zagreb Indoors                           | International Series      | Teppich (i)   | Marcos Baghdatis      |
| Viña del Mar        | Chile                        | MoviStar Open                                | International Series      | Sand          | Luis Horna            |
| Delray Beach        | Vereinigte Staaten           | Millennium Tennis Championships              | International Series      | Hartplatz     | Xavier Malisse        |
| Costa do Sauípe     | Brasilien                    | Brasil Open                                  | International Series      | Sand          | Guillermo Cañas       |
| San Jose            | Vereinigte Staaten           | SAP Open                                     | International Series      | Hartplatz (i) | Andy Murray           |
| Marseille           | Frankreich                   | Open 13                                      | International Series      | Hartplatz (i) | Gilles Simon          |
| Memphis (Tennessee) | Vereinigte Staaten           | Regions Morgan Keegan Championships          | International Series Gold | Hartplatz (i) | Tommy Haas            |
| Rotterdam           | Niederlande                  | ABN/AMRO World Tennis Tournament             | International Series Gold | Hartplatz (i) | Michail Juschny       |
| Buenos Aires        | Argentinien                  | Copa Telmex                                  | International Series      | Sand          | Juan Mónaco           |
| Acapulco            | Mexiko                       | Abierto Mexicano Telcel                      | International Series Gold | Sand          | Juan Ignacio Chela    |
| Dubai               | Vereinigte Arabische Emirate | The Dubai Tennis Championships               | International Series Gold | Hartplatz     | Roger Federer         |
| Las Vegas           | Vereinigte Staaten           | The Tennis Channel Open                      | International Series      | Hartplatz     | Lleyton Hewitt        |
| Indian Wells        | Vereinigte Staaten           | Pacific Life Open                            | ATP Masters Series        | Hartplatz     | Rafael Nadal          |
| Miami               | Vereinigte Staaten           | Sony Ericsson Open                           | ATP Masters Series        | Hartplatz     | Novak Đoković         |
| Valencia            | Spanien                      | Open de Tenis Comunidad Valenciana           | International Series      | Sand          | Nicolás Almagro       |
| Houston             | Vereinigte Staaten           | US Men’s Clay Court Championships            | International Series      | Sand          | Ivo Karlović          |
| Monte Carlo         | Monaco                       | Masters Series Monte-Carlo                   | ATP Masters Series        | Sand          | Rafael Nadal          |
| Barcelona           | Spanien                      | Open SEAT Godó 2007                          | International Series Gold | Sand          | Rafael Nadal          |
| Casablanca          | Marokko                      | Grand Prix Hassan II                         | International Series      | Sand          | Paul-Henri Mathieu    |
| Estoril             | Portugal                     | Estoril Open                                 | International Series      | Sand          | Novak Đoković         |
| München             | Deutschland                  | BMW Open                                     | International Series      | Sand          | Philipp Kohlschreiber |
| Rom                 | Italien                      | Campionati Internazionali D’Italia           | ATP Masters Series        | Sand          | Rafael Nadal          |
| Hamburg             | Deutschland                  | Masters Series Hamburg                       | ATP Masters Series        | Sand          | Roger Federer         |
| Düsseldorf          | Deutschland                  | ARAG ATP World Team Championship             | World Team Cup            | Sand          | Argentinien           |
| Pörtschach          | Österreich                   | Hypo Group Tennis International              | International Series      | Sand          | Juan Mónaco           |
| Paris               | Frankreich                   | French Open                                  | Grand Slam                | Sand          | Rafael Nadal          |
| Halle (Westf.)      | Deutschland                  | Gerry Weber Open                             | International Series      | Rasen         | Tomáš Berdych         |
| London              | Vereinigtes Königreich       | The Stella Artois Championships              | International Series      | Rasen         | Andy Roddick          |
| ’s-Hertogenbosch    | Niederlande                  | Ordina Open                                  | International Series      | Rasen         | Ivan Ljubičić         |
| Nottingham          | Vereinigtes Königreich       | Red Letter Days Open                         | International Series      | Rasen         | Ivo Karlović          |
| Wimbledon, London   | Vereinigtes Königreich       | Wimbledon Championships                      | Grand Slam                | Rasen         | Roger Federer         |
| Gstaad              | Schweiz                      | Allianz Suisse Open Gstaad                   | International Series      | Sand          | Paul-Henri Mathieu    |
| Båstad              | Schweden                     | Synsam Swedish Open                          | International Series      | Sand          | David Ferrer          |
| Newport             | Vereinigte Staaten           | Campbell’s Hall of Fame Tennis Championships | International Series      | Rasen         | Fabrice Santoro       |
| Stuttgart           | Deutschland                  | Mercedes Cup                                 | International Series Gold | Sand          | Rafael Nadal          |
| Los Angeles         | Vereinigte Staaten           | Countrywide Classic                          | International Series      | Hartplatz     | Radek Štěpánek        |
| Amersfoort          | Niederlande                  | Dutch Open Tennis                            | International Series      | Sand          | Steve Darcis          |
| Kitzbühel           | Österreich                   | Generali Open                                | International Series Gold | Sand          | Juan Mónaco           |
| Indianapolis        | Vereinigte Staaten           | RCA Championships                            | International Series      | Hartplatz     | Dmitri Tursunow       |
| Umag                | Kroatien                     | Croatia Open                                 | International Series      | Sand          | Carlos Moyá           |
| Washington, D.C.    | Vereinigte Staaten           | Legg Mason Tennis Classic                    | International Series      | Hartplatz     | Andy Roddick          |
| Sopot               | Polen                        | Orange Prokom Open                           | International Series      | Sand          | Tommy Robredo         |
| Montreal            | Kanada                       | Kanada Masters                               | ATP Masters Series        | Hartplatz     | Novak Đoković         |
| Cincinnati          | Vereinigte Staaten           | Western & Southern Financial Group Masters   | ATP Masters Series        | Hartplatz     | Roger Federer         |
| New Haven           | Vereinigte Staaten           | Pilot Pen Tennis                             | International Series      | Hartplatz     | James Blake           |
| New York City       | Vereinigte Staaten           | US Open                                      | Grand Slam                | Hartplatz     | Roger Federer         |
| Bukarest            | Rumänien                     | BCR Open Romania                             | International Series      | Sand          | Gilles Simon          |
| Peking              | Volksrepublik China          | China Open                                   | International Series      | Hartplatz     | Fernando González     |
| Bangkok             | Thailand                     | Thailand Open                                | International Series      | Hartplatz     | Dmitri Tursunow       |
| Mumbai              | Indien                       | Mumbai Open                                  | International Series      | Hartplatz     | Richard Gasquet       |
| Tokio               | Japan                        | AIG Japan Open Tennis Championships          | International Series Gold | Hartplatz     | David Ferrer          |
| Metz                | Frankreich                   | Open de Moselle                              | International Series      | Hartplatz (i) | Tommy Robredo         |
| Wien                | Österreich                   | BA-CA Tennis Trophy                          | International Series Gold | Hartplatz (i) | Novak Đoković         |
| Stockholm           | Schweden                     | Stockholm Open                               | International Series      | Hartplatz (i) | Ivo Karlović          |
| Moskau              | Russland                     | ATP Kremlin Cup                              | International Series      | Teppich (i)   | Nikolai Dawydenko     |
| Madrid              | Spanien                      | Tennis Masters Series Madrid                 | ATP Masters Series        | Hartplatz (i) | David Nalbandian      |
| Basel               | Schweiz                      | Davidoff Swiss Indoors Basel                 | International Series      | Hartplatz (i) | Roger Federer         |
| Sankt Petersburg    | Russland                     | St. Petersburg Open                          | International Series      | Teppich (i)   | Andy Murray           |
| Lyon                | Frankreich                   | Grand Prix de Tennis de Lyon                 | International Series      | Teppich (i)   | Sébastien Grosjean    |
| Paris               | Frankreich                   | BNP Paribas Masters                          | ATP Masters Series        | Hartplatz (i) | David Nalbandian      |
| Shanghai            | Volksrepublik China          | Tennis Masters Cup                           | Tennis Masters Cup        | Hartplatz (i) | Roger Federer         |

¹ Das Kürzel „(i)“ (= indoor) bedeutet, dass das betreffende Turnier in einer Halle ausgetragen wird.

## Weltrangliste zu Saisonende
| Pos. | Spieler           | Punkte |
| ---- | ----------------- | ------ |
| 1.   | Roger Federer     | 7.180  |
| 2.   | Rafael Nadal      | 5.735  |
| 3.   | Novak Đoković     | 4.470  |
| 4.   | Nikolai Dawydenko | 2.825  |
| 5.   | David Ferrer      | 2.750  |
| 6.   | Andy Roddick      | 2.530  |
| 7.   | Fernando González | 2.005  |
| 8.   | Richard Gasquet   | 1.930  |
| 9.   | David Nalbandian  | 1.775  |
| 10.  | Tommy Robredo     | 1.765  |

| Pos. | Spieler        | Punkte |
| ---- | -------------- | ------ |
| 1.   | Bob Bryan      | 6.075  |
| 1.   | Mike Bryan     | 6.075  |
| 3.   | Daniel Nestor  | 4.300  |
| 4.   | Mark Knowles   | 3.995  |
| 5.   | Nenad Zimonjić | 3.690  |
| 6.   | Pavel Vízner   | 3.610  |
| 7.   | Julian Knowle  | 3.600  |
| 8.   | Simon Aspelin  | 3.355  |
| 9.   | Lukáš Dlouhý   | 3.120  |
| 10.  | Paul Hanley    | 3.070  |
| 10.  | Kevin Ullyett  | 3.070  |